# Robert Feiger
Robert Feiger (* 1. November 1962 in Augsburg) ist ein deutscher Gewerkschaftsfunktionär und Vorsitzender der IG Bauen-Agrar-Umwelt (IG BAU).

## Werdegang
Feiger hat eine Ausbildung zum Industriekaufmann abgeschlossen. Im Jahr 1982 trat er der Gewerkschaft IG Bau-Steine-Erden (seit 1996 IG Bauen-Agrar-Umwelt – IG BAU) bei. Im Rahmen der Ausbildung zum Gewerkschaftssekretär besuchte er in den Jahren 1986 bis 1987 die Sozialakademie Dortmund. Von 1988 bis 1992 war er Bezirkssekretär im damaligen Bezirksverband Augsburg. Anfang 1992 wechselte er als Sekretär in den Landesverband Bayern. Mitte 1998 wurde er Geschäftsführer im Bezirksverband Oberbayern. Ab 2005 war er Regionalleiter für die Region Bayern. Auf dem außerordentlichen Gewerkschaftstag im April 2007 wurde er als Mitglied in den Bundesvorstand der IG BAU gewählt. Im Jahr 2009 wurde er stellvertretender Bundesvorsitzender der Gewerkschaft IG BAU. Bis September 2013 war er Mitglied des Bundesvorstandes der IG BAU, zuständig für Personal und Finanzen.
Im Juli 2013 wurde er als Kandidat für den Vorsitz der IG BAU nominiert. Der bisherige Vorsitzende Klaus Wiesehügel kandidierte nicht mehr. Feigers Wahl zum Vorsitzenden der Gewerkschaft erfolgte am 10. September 2013. Er erhielt 83 Prozent (256 von 308) der abgegebenen Stimmen.
Robert Feiger ist Geschäftsführer des auf Gewerkschaftsmitglieder spezialisierten Callcenterbetreibers facts – Die Infoline GmbH und war bisher Mitglied in den Aufsichtsräten der süddeutschen Bauunternehmen Bauer AG und HeidelbergCement AG sowie der Zusatzversorgungskasse des Baugewerbes AG und der Zusatzversorgungskasse des Gerüstbaugewerbes VVaG.
Robert Feiger ist Mitglied der SPD.